# オーディオ・アクセサリー
オーディオ・アクセサリーとは、オーディオ趣味において、中心となる機器の周辺や関連において利用される小物のことである。総じて再生音の改善に役立つものとして使われる。
また、音元出版が『Audio Accessory』(オーディオアクセサリー)という雑誌を販売している。主に本項で紹介する「オーディオ・アクセサリー」を紹介するものであるが、それに限定されずにオーディオ機器や高音質のCDやレコードなどのソフトも紹介している。

## 概要
オーディオ趣味は、CDなどの音源を、ある程度以上高級な機器を使って再生し、それを鑑賞することを目的とする。従って、再生音の高品質化が一つの目的となる。そのためには、より高級な機器を利用するのは当然であるが、そのような優れた機器だけで音が決まるものではない。再生環境や、周辺の機器が影響を与える部分は少なくないと思われる。
オーディオアクセサリーとは、このような主要な機器以外の小物、不可欠ではないが役に立つ（とされる）小道具などを指す言葉である。非常に多様なものが含まれ、その中には絶対に必要な部品も、そうでないものもある。また、その指す範囲は場合によって異なることも多い。たとえば白岩(1995)ではケーブルからフォノイコライザー、ヘッドフォン関連も含めているが、上田(2009)はこれらを含めていない。オーディオアクセサリー誌では、さらにスーパートゥイーターなども含めている。
ただ、共通するのは、それらが装飾品ではなく、必ず音質、再生音の鑑賞の改善に効果を持つ、あるいはそう信じられて用いられる、と言う点である。ただし、人間の聴覚は、一面では器械で測定できる範囲を超えて精巧であるため、また逆にそう言うもので決めがたいほどに曖昧であるために、その効果はどの程度のものかは客観的に判断しがたい場合が多々ある。もちろん、それなりに効果の生ずる理由の説明はあるのだが、トンデモに近いものが含まれている可能性が否定できない。ここで取り上げる各種の機器にせよ、その称する効果が実在するものかどうかをこの文章が保証するものではないことを断っておく。いずれにせよ、これらの機材の持つ影響は、機器そのものの性能による違いを超えるようなものではないと考えるのが普通である。

## 典型的な構成とアクセサリーのはいる余地
現在において、オーディオのごく標準的でシンプルな構成は、以下のようなものである。
- CDプレイヤー＝プリメインアンプ＝スピーカー

ここで、最低限必要なアクセサリーは、以下のようなものになる。
- ラインケーブル：CDプレーヤー＝プリメインアンプ間
- スピーカーケーブル：プリメインアンプ＝スピーカー間

これで一応音が鳴る理屈である。ただ、基本的にスピーカーの設置には以下のものがあった方がいいとされる。
- スピーカースタンド・インシュレーター

インシュレーターは、他の機器にも使った方がいいとの説もある。また、アンプやCDプレーヤーを収めるにはオーディオラックを利用するのが勧められる。
以下のようなものも往々に必要となる。
- CDクリーナーや保管用のケース

CDの表面の汚れによる音質劣化を防ぐためのクリーナや視聴後に張り付けるカバー、汚れが付着しにくい保管用のケースなどがアクセサリーとしてある。CDはエラー訂正機能があるため、アナログレコードのような明らかなノイズは発生しないが、汚れにより訂正されているため音は変わる。
- 電源ケーブル、電源タップ

CDプレイヤー及びプリメインアンプに接続する電源ケーブルは取り外し可能なものがあり、交換用のケーブルがアクセサリーとして販売されている。また、電源タップもアクセサリとして販売されている。主に接触の抵抗値を減らす、有害な電磁波をシールドして電源に取り入れない、被覆により振動を抑え音質を変化させる効果がある。
さらに、室内の音響的調節のための機材（ルームチューニンググッズ）もある。また、周囲に騒音を立てないためにはヘッドフォンやイヤフォンもあっていい。これらも広義にはオーディオアクセサリーに含む場合がある。
また、時間が経つと、ケーブルの接触が悪くなることがあるから、それらを綺麗にする接点メンテナンスの機材もある。
CDに何らかの加工をして音がよくなるとのグッズもある。
電源フィルタ、クリーン電源など電源をよりよいものにするための機材もある。
主要な機器の数が増えれば、さらにアクセサリーの入る余地は大きくなる。特に、レコードプレーヤーにはカートリッジやトーンアームなど、交換や手入れの出来る部分が多い。それらもアクセサリーに含める場合もあるが、煩雑になるので主なものはレコードプレーヤーの項目を参照されたい。

## 具体的な種類
おおよそ、その目的とするものによって振り分けて説明する。

### 電気系統関連
オーディオ機器は、電気機器であるから、当然ながら電線のようなものが沢山使われる。同時に、それが音楽信号を扱うもので、繊細な信号であるから、その性能によって音が変わることはあり得る（との判断がある）。そのため、様々なケーブルが作られている。スピーカーケーブルは再生音に影響が大きいといわれることが多い。それ以外については様々である。
- スピーカーケーブル：アンプからスピーカに接続するケーブルである。普通のスピーカーには＋と－の端子が備わっているから、ステレオの場合、最低でも＋－2本セットのケーブルが2本必要となる。別に普通の電源用のケーブルでも音が鳴るが、抵抗が少ない方がよいとして、導線の太いもの、純度が高いものが用意されている。さらに、それぞれの線を内部で細分し、高域と低域を分担させるなど、様々な工夫を凝らされたものも販売されている。
  - スピーカーケーブルは単なる電線の形で販売される例が多く、使用時にはその末端の被覆をはがすだけで接続できるようになっている。しかし、これが接触の不良をもたらし、ひいては音質の低下を促すとして、これをまとめて接続をしやすくする末端処理金具がある。特にYラグやバナナプラグ型のものが有名。
- ラインケーブル：プレーヤーとアンプなど、機器の間で信号を送るのに使われるケーブル。RCA規格による、いわゆるピンケーブルがもっともよく使われるが、XLRバランスケーブルや同軸デジタルケーブルなどいくつかの規格がある。やはり導線の純度が特に高いもの、接触部分に特殊な素材を使う例など、多くのものがある。
- デジタル信号ケーブル：USBケーブルなどをエラー訂正をしない「アシンクロナス転送」で利用するものではノイズや振動が信号に影響を与える。ファイル転送などの「シンクロナス転送」ではノイズによる音源データの劣化は全くないが、電気的に機器が接続されているため信号劣化以外のノイズの伝送路にもなる。光ケーブルは電気的なノイズの影響は受けないが、振動によるジッターなどの影響はある。
- 電源：電源は壁のコンセントから取ればいいのであるが、オーディオ機器は同じ場所にいくつも機械を積むので、電源タップがあった方が設置が簡単である。電源タップは単に交流電流が通るだけであり、音には何ら関わりがないかと思われがちであるが、条件によっては外からの雑音をもたらすとの説がある。従って、それ専用の電源タップ、各機器のための交換用の高級電源ケーブルも販売されている。さらに、外部からのノイズを除去する装置、交流を電池の蓄電に用いて、改めてその電池を電源として電力供給を行う装置などもある。
- その他ノイズ除去のための装置：様々なケーブルの間に噛ませる装置がある。

### 振動抑制
オーディオは音の再生を目指し、音は振動であるから、機器の振動は再生音に大きく影響すると考えられる。特に影響が大きいのはレコードプレーヤーとスピーカであるが、アンプや各プレーヤーもその影響を受けてしまうことが近年の研究で明らかになっている。
レコードプレーヤーの場合、レコードの溝の凹凸を針が拾ってゆく構造上、外部からの振動も針が拾ってしまう。従って外部からの振動はすべて再生音に影響する。そのため、足からの振動を伝えないことと、スピーカの音を振動として受け止めないことが要求される。スピーカの場合、それ自体が振動の発信源であるから複雑であるが、不要な振動を与えることも発することも避けるべきである。
それ以外の機器においても、振動はよくないものとされる。CDプレーヤーは内部に回転する構造があるから、振動は悪影響を与える可能性がある。アンプなどについても、やはり振動が悪影響を与えるという声もある。
もちろん、これらの機器ははじめから振動対策がされている。スピーカには、平らな底であるだけのものも多いが、それ以外の機器では、防震対策のなされた足が付属している。それでも、よりしっかりしたものを噛ませる方がよいとの考えから、多くのアクセサリーが開発されている。機器の下に噛ませる型のものをインシュレーターという。
- インシュレーター：機器の下に挟んで、それを持ち上げる小さな装置。スペーサー、ベースとも。アンプなどの機器にはじめから装着されている足も、インシュレーターと呼ぶ。構造は様々で、単なるかたまりから、間に柔らかい物を挟んだり、一点で支持するために尖っていたり、あるいはその先端を受ける構造を持っていたりする。素材も鋳鉄、ウレタンやゴムのような柔らかいもの、木や自然石など自然素材から人工素材まで様々。足のないスピーカにはつけた方がよいというのが定説。それ以外の機器では緒論ある。安い機材では本体に直接インシュレータを噛ませるのが効果的、との説も。
- オーディオラック：オーディオ機器専用の棚。普通の棚でもよいのだが、オーディオ専用のものは、振動に強い構造や特化した足などを持ち、また配線なども取り回しやすくしてある。スピーカは一緒に載せないのが定説。鋳鉄の振動減衰性を応用したTAOC製が有名。
- スピーカースタンド：小型スピーカーやブックシェルフスピーカは、ある程度持ち上げなければならない。棚に置いてもいいのであるが、よりよい再生を求めるには、スピーカースタンドを用いる。これは、スピーカを持ち上げると同時に、周囲からの影響を少なくする効果がある。実際には、スタンドの上にインシュレータを置いて、その上にスピーカを置く、といったことになる。
- オーディオボード：制震効果などに配慮して作られた板。大きいスピーカを、直接床に置くのでなく、この板の上に置く。他の機器をその上に置く使い方もある。床の振動や反響を押さえるなどの効果がある。
- ケーブル類：先述の電気的な要因以外にも振動による影響があるためPVCなど専用の被覆で内部導体の振動を抑えている。また、ケーブルコネクタも振動を防止する素材や設計が行われている。
- チューニングチップ：小さな丸いかたまりであるが、その特殊な構造により、様々な機器に貼り付けると共震を防ぎ、音質がよくなる。CDプレーヤーのスイッチに張るなどが効果が高いとのこと。
- スタビライザー：やはり共振を防ぐために使われる。布や板のようなもので、機器の天板などに張る。
- ルームチューニンググッズ：いかに再生機器を整備しても、それを聞く部屋が悪ければ、優れた再生は出来ない。専用のリスニングルームを建ててしまえばいいのであるが、それが出来ない場合は、内装を調節して、少しでもよくする、という方法をとらざるをえない。そのための素材である。たとえばスタンディングパネル式のものは、様々な素材で作られた衝立のようなもので、吸音、散乱、反射の様子を変えることで、部屋の中で音がこもったり反響したりするのを防ぐ。壁や天井に張り付けるボードやパネルなどもある。
- リスナーが装着するもの：最終的に音を聞くのは人間であるから、装着すればもっと聞こえるようになるアクセサリがある。一般的にはイヤホンやヘッドホンなどである。また、日本でソニーから耳に取り付けて、それを広げた形にして、集音効果を高めるための「付け耳」が販売されたことがある。

### メンテナンス・クリーニングのための小物
様々な経年劣化や汚れに対応するための小物。プレーヤー関連では多くのものがある。
- 全般
  - 接点メンテナンス：ケーブルの接続部は、動かさなくても、次第に酸化などが起きる。たまには接続のし直しをする方がいいとされ、その際に接点をクリーニングするキットなどがある。
  - 静電気・ホコリ除去：オーディオ機器にホコリはつきもの、清掃と静電気除去のために特化したものも販売されている。
- レコードプレーヤー関連：上記のようにレコードプレーヤーには手の入れられる余地が多い。ここでは、クリーニング関連のみをあげる。
  - レコードのクリーニング：アナログレコードには、静電気によって常にホコリが吸い付く。これは汚れるだけでなく、再生時の雑音の元ともなる。そのため、そのクリーニングは重要で、面倒くさい作業である。よく見られるのは、ビロードの布を使って拭き取るタイプで、これには乾かして使う乾式と、薬液を吸わせて拭き取る湿式がある。また、粘着テープやローラーを転がして吸い付ける型もよく見かける。全盛期にはさらに多くの型があったが、現在では見ることがない。また、静電気そのものを除去するクリーニング液などもある。
  - 針先の洗浄：レコード針は、ホコリのたまりやすいレコードの溝をなぞって動き、常にホコリがこびりついてくる。これを洗浄するための薬液で、蓋には先端がブラシになった棒が付属して、これを使って洗い流す。
- CDプレーヤー関連：CDはアナログレコードより遙かに丈夫で傷やホコリにも強いが、それでもメンテナンス機器は存在する。CDクリーナーはその表面の汚れを拭き取るもので、また、消磁機も販売されている。ピックアップのレンズは接触しないが、これを清掃するグッズもある。

### その他
これまでの範疇に含まれないものをあげる。
- スタビライザーなど：アナログレコードプレイヤーの場合、ターンテーブルの回転の安定が、再生に大きく影響する。そこで、ターンテーブルの上に乗せたレコード板の上に、さらに重しを乗せ、回転を安定させよう、というもの。これは、レコード盤が反っている場合、それを押さえて平らにする効果もある。ただし、ターンテーブルを回転させるモーターのトルクが弱い場合にはむしろよくないとの説もある。CDプレイヤーでは、このようなものは存在しないが、回転を安定させるために、CDの縁にはめることの出来るリングや、逆にCDの中央の穴の周りに張るものなどが商品化されている。
- CDの修復：読めなくなったCDを復活させるもの。要するに、表面の削り直しをするものである。
- 光ディスク改善機：強力な光のパルスを当てるとCDの音がよくなるという。繰り返すと効果が上がる。
- CDの音質向上の小物：たとえばCDの外周に色を塗るマジックペンがある。これにより、CD内部での乱反射が押さえられ、音質がよくなるという。また、読み取り面全体に薬液を塗ることで、読み取りを均一にして、透明度の高い音を得る薬が商品化されている。
- ターンテーブルシート：同じくアナログレコードプレイヤーに関するもので、ターンテーブルの上に敷いて、その上にレコードを載せる。普通は商品に最初からついてくるが、これを交換すると音質が変わるとして、別に市販されたものがある。振動吸収などの効果も謳っている。これもCDプレーヤーではほとんどないが、ターンテーブル式のそれでは、類似のシートがあって、これを交換することで音質が変わるといわれたことがある。
- ケーブルインシュレーター：ケーブルを載せる台である。オーディオ機器の後ろ側には、様々なケーブルがとぐろを巻くが、これらを宙に浮かせてしっかりと固定すると、音質が向上するという。
- スピーカーチューニング剤：スピーカーの表面に塗ると、音がよくなる薬。木製のものに限る。
- ケーブルシート：ケーブルに巻く。電流を集約して、密度を上げる効果を持つ。
- LANターミネーター：使われていないEthernet端子に接続することでネットワーク機器からのノイズを減らす製品。『ACOUSTIC REVIVE RLT-1』など（Ethernetの規格では使用していない端子の終端処理は必須ではない）。
- USBターミネーター:使われていないUSB端子に接続することでバスパワー電源の安定化やノイズの除去を行う。また、USB信号を積極的に終端処理することによるノイズの除去を行う。『ACOUSTIC REVIVE RUT-1K』など（上記のLANと同様にUSBの終端処理は必須ではない。）。
- マグネチックウェイブガイド：空いたコンセントに差し込むだけで、 磁気伝導技術の効果を得ることができる製品。『MC-0.5 Magnetic Wave Guide』など。オーディオ機器の近くに置くことでより効果が増す。
- 光LANケーブル：電気から光に変換することで電気的なノイズをカットする効果がある。
- 無線LANアダプタ:電気的に絶縁することで機器間の電気的なノイズをカットする効果がある。一方で電波によるノイズやジッターの発生原因になる。
- USBアイソレーター：USBケーブルの入出力を電気的に絶縁し、信号だけを伝える機器。
- リアルサウンド・プロセッサー - スピーカーと並列接続することで周波数によるインピーダンス変動を防ぐ機器。RSP-55(SPEC社)など。

他に、上田(2009)には、マイナスイオンを発生する機器をCDプレーヤーなどの上に置くことで、マイナスイオンを盤面に吸収させ、音質を向上させる装置、地表と電離層の間の共振周波数を発生させてリスニングルームの環境を整える機器なども紹介されている。